# Divize B 2023/2024
V soubojích 59. ročníku České divize B 2023/24 se utkalo 16 týmů dvoukolovým systémem podzim - jaro. Tento ročník odstartoval 4. srpna 2023 úvodními zápasy 1. kola a poslední kolo se odehrálo 15. června 2024.

## Nové týmy v sezoně 2023/24
- Z ČFL 2022/23 do Divize B nesestoupilo žádné mužstvo.
- Z krajských přeborů postoupila tato mužstva: TJ SK Hřebeč a TJ Sokol Nespeky ze středočeského přeboru[1] a FK Ostrov z karlovarského přeboru[2].
- Celek FK Brandýs nad Labem byl přeřazen z Divize C[1].

## Kluby podle přeborů
- Praha (3): FK Admira Praha B, FK Meteor Praha VIII a SK Újezd Praha 4.
- Středočeský (7): FK Brandýs nad Labem, FK Neratovice-Byškovice, SK Český Brod, SK Kladno, SK Slaný, TJ SK Hřebeč a TJ Sokol Nespeky.
- Karlovarský (3): FK Hvězda Cheb, FK Olympia Březová a FK Ostrov.
- Ústecký (3): FC Chomutov, FK SEKO Louny a SK Štětí.

## Tabulka soutěže
| Poř. | Tým                     | Z  | V  | R | P  | VG | OG | B  |
| ---- | ----------------------- | -- | -- | - | -- | -- | -- | -- |
| 1.   | FC Chomutov             | 30 | 20 | 7 | 3  | 69 | 29 | 67 |
| 2.   | SK Kladno               | 30 | 21 | 4 | 5  | 82 | 23 | 67 |
| 3.   | FK Neratovice-Byškovice | 30 | 18 | 5 | 7  | 56 | 27 | 59 |
| 4.   | SK Slaný                | 30 | 15 | 8 | 7  | 45 | 32 | 53 |
| 5.   | FK Meteor Praha VIII    | 30 | 15 | 3 | 12 | 60 | 52 | 48 |
| 6.   | FK Olympie Březová      | 30 | 13 | 9 | 8  | 52 | 47 | 48 |
| 7.   | SK Újezd Praha 4        | 30 | 12 | 8 | 10 | 50 | 40 | 44 |
| 8.   | FK Brandýs nad Labem    | 30 | 12 | 7 | 11 | 51 | 51 | 43 |
| 9.   | FK Ostrov               | 30 | 12 | 5 | 13 | 48 | 52 | 41 |
| 10.  | TJ SK Hřebeč            | 30 | 10 | 8 | 12 | 51 | 54 | 38 |
| 11.  | FK Admira Praha B       | 30 | 10 | 7 | 13 | 32 | 40 | 37 |
| 12.  | SK Český Brod           | 30 | 9  | 9 | 12 | 47 | 54 | 36 |
| 13.  | SK Štětí                | 30 | 8  | 6 | 16 | 30 | 41 | 30 |
| 14.  | TJ Sokol Nespeky        | 30 | 7  | 6 | 17 | 31 | 66 | 27 |
| 15.  | FK SEKO Louny           | 30 | 5  | 4 | 21 | 25 | 62 | 19 |
| 16.  | FK Hvězda Cheb          | 30 | 4  | 2 | 24 | 16 | 75 | 14 |

Poznámky:
- Z = Odehrané zápasy; V = Vítězství; R = Remízy; P = Prohry; VG = Vstřelené góly; OG = Obdržené góly; B = Body

|  | Postup do ČFL                           |
|  | Sestup do příslušného krajského přeboru |
|  | Přesun do Divize C                      |